# Handlungsvollmacht
Handlungsvollmacht (kurz: HV) ist eine auf das Handelsgeschäft begrenzte geschäftliche Vertretungsmacht. Sie stellt eine gewillkürte Form der Stellvertretung dar und hat den Zweck, dem Geschäftsverkehr eine sichere Grundlage für das Vertretungshandeln der Kaufmannsgehilfen zu bieten.

## Rechtsgrundlagen
Rechtsgrundlage für die Handlungsvollmacht ist § 54 HGB. Geschäftspartner dürfen davon ausgehen, dass der Normalumfang einer Handlungsvollmacht nach § 54 Abs. 1 HGB bei einem Handlungsbevollmächtigten (HBV) vorhanden ist. Diese Bestimmung gestattet dem Handlungsbevollmächtigten sämtliche Rechtsgeschäfte und Rechtshandlungen oder die Vornahme derartiger Rechtsgeschäfte, die der Betrieb des Handelsgewerbes gewöhnlich mit sich bringt. Ausgenommen hiervon sind die Veräußerung oder Belastung von Grundstücken, Eingehung von Wechselverbindlichkeiten, Darlehensaufnahme und Prozessführung; hierzu muss vom Kaufmann/Prokuristen eine besondere Befugnis erteilt werden. Ein Dritter braucht eine Beschränkung nur bei positiver Kenntnis oder fahrlässiger Nichtkenntnis gegen sich gelten zu lassen. Die Handlungsvollmacht wird nicht im Handelsregister eingetragen, sodass ihr Umfang für Geschäftspartner nicht bekannt ist.
Wegen ihrer weniger weitreichenden Rechtswirkungen bedarf ihre Erteilung an einen Minderjährigen nicht der Zustimmung des Familiengerichts.
Nach herrschender Meinung kann eine unwirksam erteilte Prokura (z. B. weil sie von einem Prokuristen erteilt wurde), als Handlungsvollmacht umgedeutet werden (vgl. § 140 BGB).

## Umfang
Dem Handlungsbevollmächtigten sind lediglich Geschäfte erlaubt, die in dem Handelsgewerbe vorkommen, in dem er tätig ist. Dabei ergibt sich die Art des Handelsgewerbes aus dem Geschäftsgegenstand eines Unternehmens, wie er im Handelsregister eingetragen ist. Weitere Einschränkungen der Handlungsvollmacht ergeben sich aus der Aufzählung der erst mit besonderer Erlaubnis delegierbaren Geschäfte aus § 54 Abs. 2 HGB. Danach sind die Veräußerung oder Belastung von Grundstücken, die Eingehung von Wechselverbindlichkeiten, die Darlehensaufnahme und die Prozessführung dem Handlungsbevollmächtigten ohne besondere Befugnis nicht gestattet. Da die Handlungsvollmacht nicht eintragungsfähig ist, müssen Geschäftspartner sich die besondere Befugnis nachweisen lassen. Ohne besondere Befugnis erlaubt hingegen ist etwa der Erwerb von Grundstücken, sofern dies der „Betrieb des Handelsgewerbes gewöhnlich mit sich bringt“.
Das Gesetz will mit dieser weiteren Einschränkung dem Handlungsbevollmächtigten nur jene Geschäfte erlauben, die in einem bestimmten Handelsgewerbe üblicherweise vorkommen. Der unbestimmte Rechtsbegriff „gewöhnlich mit sich bringt“ erfasst bei einem großen Unternehmen auch Vertragsabschlüsse von erheblicher finanzieller Tragweite, so dass ein Dritter in Ermangelung gegenteiliger Äußerungen davon ausgehen darf, dass sich eine aus schlüssigem Verhalten zu entnehmende Handlungsvollmacht auf derartige Verträge erstreckt wie auch auf Rechtsgeschäfte, die ihrer Durchführung dienen. Der BGH sieht gegen die Zulässigkeit einer allgemeinen Handlungsvollmacht, die sich auf sämtliche Geschäfte erstreckt, die in einem Geschäftsbetrieb wie dem einer GmbH üblich sind, die lediglich auf ein Handeln in (Unter-)Vollmacht des oder der Geschäftsführer gerichtet ist, keine Bedenken. Da weitere Einschränkungen der Handlungsvollmacht erlaubt sind (etwa Geschäfte bis zu einem bestimmten Geldbetrag), müssen sich Geschäftspartner regelmäßig den Umfang der Handlungsvollmacht nachweisen lassen.
Damit Dritte einen rechtsgeschäftlichen Vertreter als Handlungsbevollmächtigten erkennen können, unterzeichnen letztere mit dem Zusatz „in Vollmacht“, „im Auftrag“ oder „i.V.“/„i.A.“ (§ 57 HGB). Als reine Ordnungsvorschrift bewirkt diese Bestimmung jedoch nicht die Unwirksamkeit derjenigen Rechtsgeschäfte, die ohne diesen Zusatz eingegangen wurden.
Die Handlungsvollmacht lässt sich insgesamt als eine Vollmacht bezeichnen, deren Umfang vom Kaufmann/Prokuristen bestimmt werden kann und nur beim Fehlen einer derartigen Bestimmung durch das Gesetz festgelegt wird. Ihre fehlende registerliche Publizität verlangt von den Geschäftspartnern Legitimationshandlungen, die einen Abgleich des abzuschließenden Geschäfts mit dem Berechtigungsumfang der Handlungsvollmacht ermöglichen.

## Arten
- Allgemeine Handlungsvollmacht: Sie erstreckt sich auf den gesamten Betrieb des jeweiligen Handelsgewerbes, in dem der Bevollmächtigte tätig ist. Die Befugnis erstreckt sich auch hier nur auf branchenübliche und gewöhnliche Geschäfte. Gewöhnliche Geschäfte sind diejenigen, die für einen bestimmten Geschäftszweig typisch sind und häufig vorkommen.
- Arthandlungsvollmacht (auch Artvollmacht[5]): Sie ist eine untergeordnete Art der Handlungsvollmacht. Die Vollmacht berechtigt z. B. Verkäufer, Einkäufer, Kassierer, bestimmte wiederkehrende Rechtsgeschäfte dauernd zu erledigen. Sie wird häufig mit dem Abschluss eines Arbeitsvertrages erteilt.
- Spezialhandlungsvollmacht: Sie gestattet die Vornahme einzelner, konkret bestimmter Geschäfte (etwa Bankgeschäfte wiederum im Regelfall mit Ausnahme der Grundstücksbelastung oder Kreditaufnahme). Eine Spezialhandlungsvollmacht kann sogar nur für ein einziges Geschäft erteilt werden (z. B. für einen bestimmten Vertragsabschluss).

Auch die Art der Vollmacht gibt Hinweise, ob ein Handlungsbevollmächtigter zur Vertretung bei bestimmten Geschäften berechtigt ist. Je größer das Unternehmen ist, desto spezieller (z. B. bei Einkaufsabteilungen) kann die Handlungsvollmacht ausgestaltet sein.

## Sichtweise der Geschäftspartner
Wird ein Unternehmen durch einen Handlungsbevollmächtigten vertreten, muss sich ein Geschäftspartner bei vertretungsrelevanten Handlungen die Frage stellen, ob hierzu der Handlungsbevollmächtigte befugt ist. Ein Geschäftspartner darf weder von der Annahme einer positiven Kenntnis einer beschränkten Vollmacht noch von einer fahrlässigen Nichtkenntnis ausgehen. Beschränkungen des Umfangs einer Handlungsvollmacht muss sich ein Dritter also immer dann entgegenhalten lassen, wenn er diese kannte oder kennen musste (§ 54 Abs. 3 HGB). Positive Kenntnis bedeutet, dass der Geschäftspartner die Tatsachen des Umfangs einer Handlungsvollmacht kennt und das rechtlich relevante Wissen hierzu besitzt. Die positive Kenntnis setzt eine nicht notwendig von allen – insbesondere unbegründeten – Zweifeln befreite Gewissheit des Bestehens oder Nichtbestehens des Umfangs der Handlungsvollmacht voraus. Der Nachweis von positiver Kenntnis ist dabei regelmäßig weitaus schwieriger als der Nachweis des „Kennenmüssens“, also einer objektiv zu bestimmenden Tatsache. Einen guten Glauben hinsichtlich der Vertretungsmacht, der den redlichen Geschäftspartner schützen könnte, gibt es nicht.
Die Einschränkungen der Handlungsvollmacht nach § 54 Abs. 2 HGB gelten nur bei der Annahme einer positiven Kenntnis über die beschränkte Vollmacht oder einer fahrlässigen Nichtkenntnis eines Mitarbeiters. Andere, dem Geschäftspartner unbekannte Beschränkungen muss er sich aber nur insoweit entgegenhalten lassen, als sie sich schon aus dem Gesetz ergeben (§ 54 Abs. 3 HGB). Das bedeutet, dass der Geschäftspartner sich im Hinblick auf die Ausnahmetatbestände des § 54 Abs. 2 HGB vergewissern muss, ob und inwieweit ein Handlungsbevollmächtigter hierzu bevollmächtigt ist. Nur im Hinblick auf die Ausnahmen aus § 54 Abs. 2 HGB ist es auch hierbei für den Geschäftspartner notwendig zu prüfen, ob eine derartige zusätzliche Befugnis des Handlungsbevollmächtigten, besteht. Wenn ein Dritter eine von der Norm abweichende Beschränkung der Handlungsvollmacht nur bei positiver Kenntnis oder fahrlässiger Nichtkenntnis gegen sich gelten lassen muss, bedeutet dies, dass er in diesen Fällen den Schaden aus der mangelnden Vertretungsbefugnis selbst zu tragen hat.

## Haftung
Wenn der Handlungsbevollmächtigte im Umfange seiner Handlungsvollmacht Verträge mit Geschäftspartnern abschließt, berechtigt und verpflichtet er den Kaufmann, in dessen Namen und für dessen Rechnung er ausschließlich tätig wird. Allein der Kaufmann hat nach § 278, § 831 BGB für seine Handlungen, auch soweit er sie an Prokuristen oder Handlungsbevollmächtigte delegiert hat, einzustehen. Überschreitet der Handlungsbevollmächtigte seine Befugnisse, ist die Schadensverteilung eine andere. Beruht die Überschreitung auf positiver Kenntnis oder fahrlässiger Unkenntnis des Geschäftspartners, so haftet dieser für die eingetretenen Schäden.

## Erlöschen der Handlungsvollmacht
Ersatzweise gelten die allgemeinen Bestimmungen über die Vollmacht. Danach erlischt die Handlungsvollmacht mit dem ihrer Erteilung zugrundeliegenden Rechtsgeschäft, also regelmäßig mit dem Anstellungsvertrag (§ 168 Satz 1 BGB), darüber hinaus auch durch Eröffnung des Insolvenzverfahrens (§ 117 InsO), Betriebsaufgabe oder Verzicht des Bevollmächtigten. Die Handlungsvollmacht ist frei widerruflich. Nach § 58 HGB darf der Handlungsbevollmächtigte nicht ohne Zustimmung des Inhabers des Handelsgeschäfts seine Handlungsvollmacht auf eine andere Person übertragen.

## International
In Österreich erstreckt sich die Handlungsvollmacht nach § 54 UGB auf alle Geschäfte und Rechtshandlungen, die der Betrieb eines derartigen Unternehmens oder die Vornahme derartiger Geschäfte gewöhnlich mit sich bringt; dies umfasst auch den Abschluss von Schiedsvereinbarungen. Beschränkungen der Handlungsvollmacht braucht ein Dritter nur dann gegen sich gelten zu lassen, wenn er sie kannte oder kennen musste (§ 55 UGB).
In der Schweiz umfasst die Vertretungsmacht des Handlungsbevollmächtigten nach Art. 462 Abs. 1 OR alle Rechtshandlungen, die der Betrieb des Unternehmens gewöhnlich mit sich bringt und die für das Unternehmen nicht ungewöhnlich sind. Eine Spezialermächtigung benötigt der Handlungsbevollmächtigte zum Eingehen von Wechselverbindlichkeiten, zur Aufnahme von Darlehen sowie zur Prozessführung.
Im Common Law beruht die Handlungsvollmacht (englisch special agency) stets auf dem Grundsatz, dass sich die Vollmacht des Vertreters genau nach ihrem Inhalt richtet (englisch special agent).